# Єдинорогові
Єдинорогові (Monacanthidae) — родина променеперих риб ряду Скелезубоподібні (Tetraodontiformes).

## Опис
Ці риби близькі до спинорогових, від яких відрізняються більш стислим з боків тілом, покритим дуже дрібною лускою, оснащеною виступами й шипиками, що надає їхній шкірі характерну шорсткість, що нагадує наждаковий папір. Ці шипики у самців деяких видів помітно подовжуються на боках і перед хвостовим стеблом, причому на останньому вони іноді перетворюються в потужні гаки. Перший спинний плавець складається не більш ніж із двох колючок. Передня колючка, нерідко сильна і зазубрена, сидить над оком й «защіпається» у вертикальному або похилому положенні за допомогою тісно прилягаючого до її основи рудимента другої колючки. Обидві колючки черевних плавців зливаються в єдиний шип, укладений у своєрідну шкірну кишеню, здатний розтягуватися при відведенні цього шипа. У деяких родів ця кишеня не розвивається, а черевний шип з віком редукується.
В обох щелепах по 6 міцних, великих, різцеподібних зубів у зовнішньому ряді, а на верхній щелепі, крім того, ще 4 зуби.

## Поширення
Родина нараховує 32 роди із 107 видами, що населяють тропічні й субтропічні води Атлантичного, Індійського й Тихого океанів.

## Спосіб життя
Живуть, як правило, на мілководді серед коралових рифів і заростей рослинності. Багато видів ведуть прихований спосіб життя. Їхню їжу звичайно становлять донні безхребетні, а в дієті деяких видів значну роль грають гідроїди, корали й навіть губки. Незважаючи на те що їхнє м’ясо має звичайно гіркий присмак і нерідко викликає отруєння, вони вживаються в їжу місцевим населенням.

## Роди

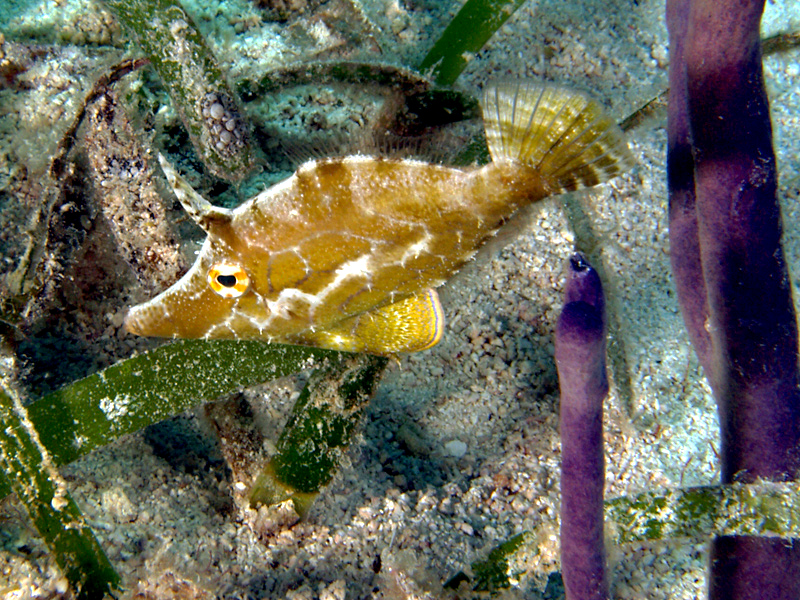
Monacanthus tuckeri

- Acanthaluteres[en]
- Acreichthys[en]
- Aluterus[en]
- Amanses[en]
- Anacanthus[en]
- Artrolepis[en]
- Brachaluteres[en]
- Cantherhines[en]
- Cantheschenia[en]
- Chaetodermis[en]
- Colurodontis[en]
- Enigmacanthus[en]
- Eubalichthys[en]
- Lalmohania[en]
- Meuschenia[en]

- Monacanthus[en]
- Nelusetta[en]
- Oxymonacanthus
- Paraluteres
- Paramonacanthus
- Pervagor[en]
- Pseudalutarius[en]
- Pseudomonacanthus[en]
- Rudarius[en]
- Scobinichthys[en]
- Stephanolepis[en]
- Thamnaconus[en]